# Europacentret för medellånga väderprognoser
Europacentret för medellånga väderprognoser (engelska: European Centre for Medium-Range Weather Forecasts) (ECMWF) är en oberoende, mellanstatlig organisation som stöds av de flesta nationerna i EU. Den är situerad i Shinfeld Park i staden Reading i Storbritannien, men nu också i staden Bologna i Italien och i staden Bonn i Tyskland. Organisationen tillhandahåller en av de största superdatorkomplexen i Europa och världens största arkiv av numerisk väderprediktionsdata.